# 謝安 (企業家)
謝安（英語：Daniel Seah；1984年6月18日—），華人企業家。2012年，從香港天行集團辭職，擔任奧亮集團的財務顧問。2012年，獲委任為數字王國公司的行政總裁。2025年，出任視覺特效公司Wētā FX的行政總裁。
2023年，謝安入選由《財經》雜誌等媒體主辦的2022「新影響力30人」。